# Prolungamento analitico
Nell'ambito dell'analisi matematica, più in particolare in analisi complessa, prolungamento analitico, o continuazione analitica, è una tecnica per estendere il dominio di definizione di una funzione di variabile complessa, definita inizialmente solo in un dominio limitato, creando una funzione analitica, definita anche in altre regioni e che coincida con la funzione originaria nel suo dominio originario. Quando il prolungamento è possibile allora esso è anche unico.
In molti casi si ha un prolungamento analitico definendo ulteriori valori per una funzione in una nuova regione, dove, ad esempio, non avrebbe più senso la rappresentazione in termini di serie infinita attribuita alla funzione iniziale. In generale nel prolungare analiticamente una funzione si possono incontrare difficoltà che portano a veri e propri casi di inconsistenza (definendo la funzione in più di un modo nello stesso punto, vedi funzione polidroma) o impedimenti globali per la presenza di singolarità. 
Il caso di funzioni a più variabili complesse è piuttosto differente, perché allora le singolarità non possono essere isolate: lo studio di questo caso è stato uno dei maggiori motivi che hanno condotto a sviluppare la coomologia dei fasci.

## Ampliamento del dominio

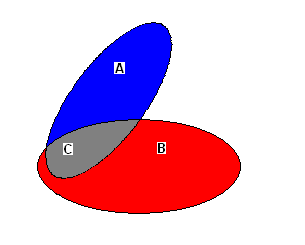
Domini analitici

Sia allora A un dominio entro cui una funzione {\displaystyle f_{1}(z)} è analitica e un dominio B entro cui un'altra funzione {\displaystyle f_{2}(z)} è analitica e coincide con la prima funzione nel dominio intersezione C. Possiamo allora dire che il prolungamento definisce un'unica funzione che assume i valori della prima funzione in A e della seconda in B e gli stessi valori in C.
Può capitare che le funzioni non assumano gli stessi valori in corrispondenza del dominio C; allora basti considerare il fatto che questo dominio sia costituito da due o più fogli distinti che costituiscono un rivestimento di un aperto del piano complesso {\displaystyle \mathbb {C} }.

## Discussione
Supponiamo che {\displaystyle f} sia una funzione analitica su un sottoinsieme aperto {\displaystyle U} del piano complesso {\displaystyle \mathbb {C} }. Se {\displaystyle V} è un sottoinsieme aperto di {\displaystyle \mathbb {C} } che contiene {\displaystyle U}, e {\displaystyle {F}} è una funzione analitica definita su {\displaystyle V} tale che
{\displaystyle {F}(z)=f(z),\quad \forall z\in U,}
allora {\displaystyle F} è chiamata prolungamento analitico di {\displaystyle f}. In altri termini, la restrizione di {\displaystyle {F}} ad {\displaystyle U} è la funzione {\displaystyle f} da cui siamo partiti.
I prolungamenti analitici sono unici nel seguente senso:
se {\displaystyle V} è connesso e {\displaystyle {F}_{1}} e {\displaystyle {F}_{2}} sono due prolungamenti analitici di {\displaystyle f} definiti su {\displaystyle V}, allora {\displaystyle {F}_{1}={F}_{2}} ovunque. 
Questo accade perché la differenza è una funzione analitica che si annulla su un insieme aperto non vuoto, e perciò deve essere identicamente nulla.
Ad esempio, data una serie di potenze con raggio di convergenza {\displaystyle r} intorno a un punto {\displaystyle a} di {\displaystyle \mathbb {C} }, si possono considerare i prolungamenti analitici della serie di potenze, cioè funzioni analitiche {\displaystyle {F}}  definite su insiemi più grandi del disco aperto di raggio {\displaystyle r} centrato in {\displaystyle a}, ovvero, in simboli, {\displaystyle \{z:|z-a|<r\}}, che coincidono con la serie di potenze data su quell'insieme. Il numero {\displaystyle r} è massimale nel seguente senso: esiste sempre un numero complesso {\displaystyle z} tale che
{\displaystyle {|z-a|=r}}
e che non possa essere definito alcun prolungamento analitico  della serie in {\displaystyle z}. Dunque, ci sono forti limitazioni al prolungamento analitico ad un disco più grande con lo stesso centro {\displaystyle a}. D'altronde ci può benissimo essere prolungamento analitico a qualche insieme più grande. Ciò dipende dal raggio di convergenza quando si espande intorno a un punto {\displaystyle b} distinto da {\displaystyle a} ma comunque appartenente al disco; se il nuovo raggio di convergenza è maggiore di
{\displaystyle r-|b-a|,}
allora abbiamo il diritto di usare quella espansione su un disco aperto, che giace parzialmente al di fuori del disco originario. Altrimenti, c'è un "confine naturale" sulla circonferenza di bordo.

## Continuazione analitica a cerchi
Un esempio di continuazione analitica è quello di aggirare una singolarità isolata tramite lo sviluppo in serie di Taylor di una funzione {\displaystyle f(z)}. Se {\displaystyle z_{s}} è un punto di singolarità isolata, allora la funzione è sviluppabile in serie di Taylor:
{\displaystyle f(z)=\sum _{n=0}^{\infty }a_{n}(z-z_{1})^{n}}
dove i coefficienti {\displaystyle a_{n}} sono dati da:
{\displaystyle a_{n}={\frac {f^{(n)}(z_{1})}{n!}}}
come in figura, il cerchio di convergenza di questa serie è quello di centro {\displaystyle z_{1}}, in rosso in figura, fino a incontrare la singolarità {\displaystyle z_{s}} in blu in figura. Successivamente si può prendere un nuovo punto {\displaystyle z_{2}} regolare per la funzione e descrivere questa con una serie di Taylor con un altro raggio di convergenza fino a incontrare nuovamente {\displaystyle z_{s}} e così via. La figura mostra chiaramente che è possibile aggirare la singolarità con un numero finito di sviluppi in serie di Taylor intorno alla singolarità.
Ovviamente tale sviluppo fallirebbe se si incontrassero barriere di singolarità, cioè una infinità di punti di singolarità continui. Da notare che la funzione {\displaystyle f_{1}(z)} calcolata in {\displaystyle z_{1}} è formalmente diversa da quella {\displaystyle f_{2}(z)} calcolata in {\displaystyle z_{2}} e così per le altre. Ma nonostante ciò le funzioni sono identiche nelle intersezioni dei rispettivi cerchi.